# 塔帕斯

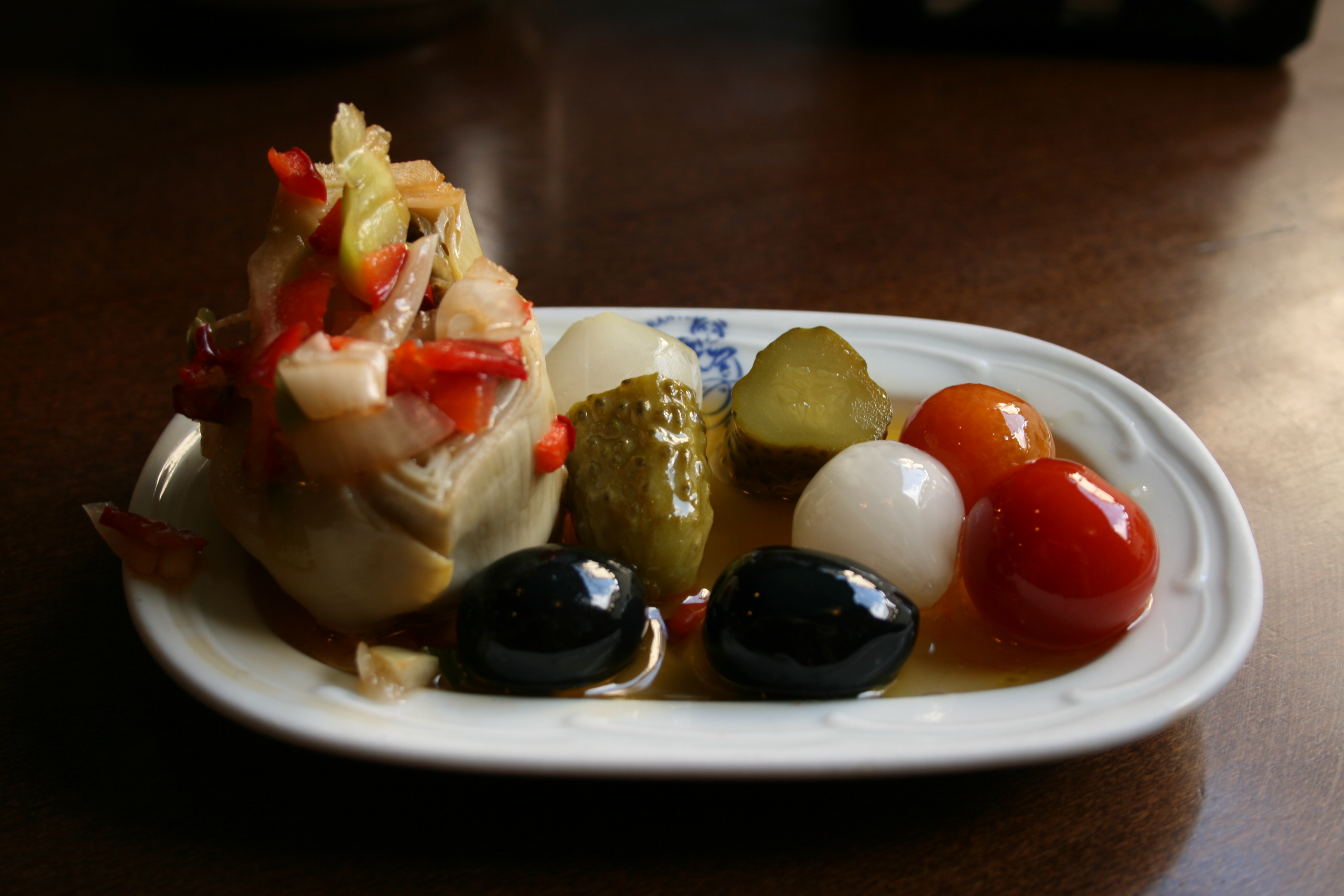
各式腌菜及沙拉组成的一份塔帕斯

塔帕斯（西班牙語：Tapas，西班牙語發音：[ˈtapas]）是西班牙饮食中重要的一部分，指正餐之前作为前菜食用的各种小吃，也通常作为下酒菜。塔帕斯可以是凉菜，如各式奶酪及橄榄；也可以是热菜，如裹好面糊油炸的鱿鱼，煮馬鈴薯等等。塔帕斯最初作为佐酒用的小食，然而如今在西班牙的一些酒吧裡，塔帕斯发展成为一种比较完整而复杂的菜式。各式各样的塔帕斯组合起来甚至可以成为一顿完整的正餐。

## 饮食习惯
在西班牙，人们通常在晚上9点至11点用晚餐。因此在工作后与正餐间有较大的时间间隔，人们会在晚餐前先去酒吧吃塔帕斯。另外因为西班牙人在下午1点至4点之间用午餐，因此在周末的中午也是享用塔帕斯的时间。
酒吧或小酒馆（tasca）通常会提供8至12种塔帕斯，用大蒜、辣椒、红椒、孜然、藏红花等浓重的香料调味。一般来说塔帕斯菜单中至少包含一道海鲜可供选择，包括橄榄油浸鳀鱼、鲭鱼或沙丁鱼，西红柿酱炖鱿鱼圈等等。酒馆内提供的塔帕斯一般也包括橄榄。酱料多的塔帕斯一般以面包佐餐。
在南部的安达卢西亚，以及马德里、卡斯蒂利亚-莱昂、埃斯特雷马杜拉等西班牙中部地区的酒吧，当客人点了啤酒、红酒甚至葡萄汁后，塔帕斯通常随饮料免费赠送，不过之后单点需要付费。
在西班牙北部和巴斯克自治区，下酒小食则称为“品嚼”（pincho，牙签）。因为当地人多喜欢将小食用牙签穿过固定，不同价格的品嚼则用不同尺寸或不同装饰的牙签来分别。酒馆老板则根据食客最后的牙签数量来确定价格。

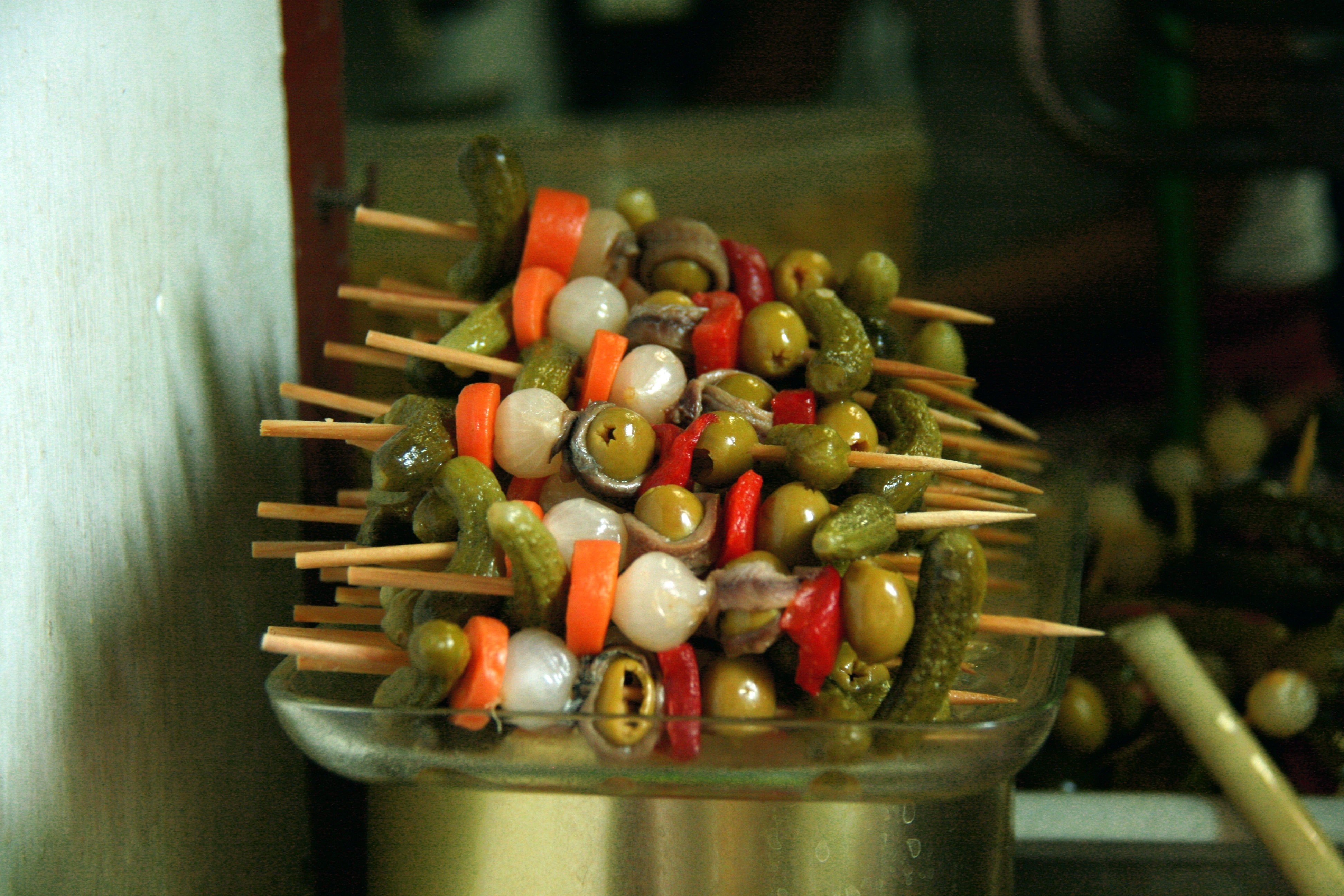
各式腌菜及咸菜
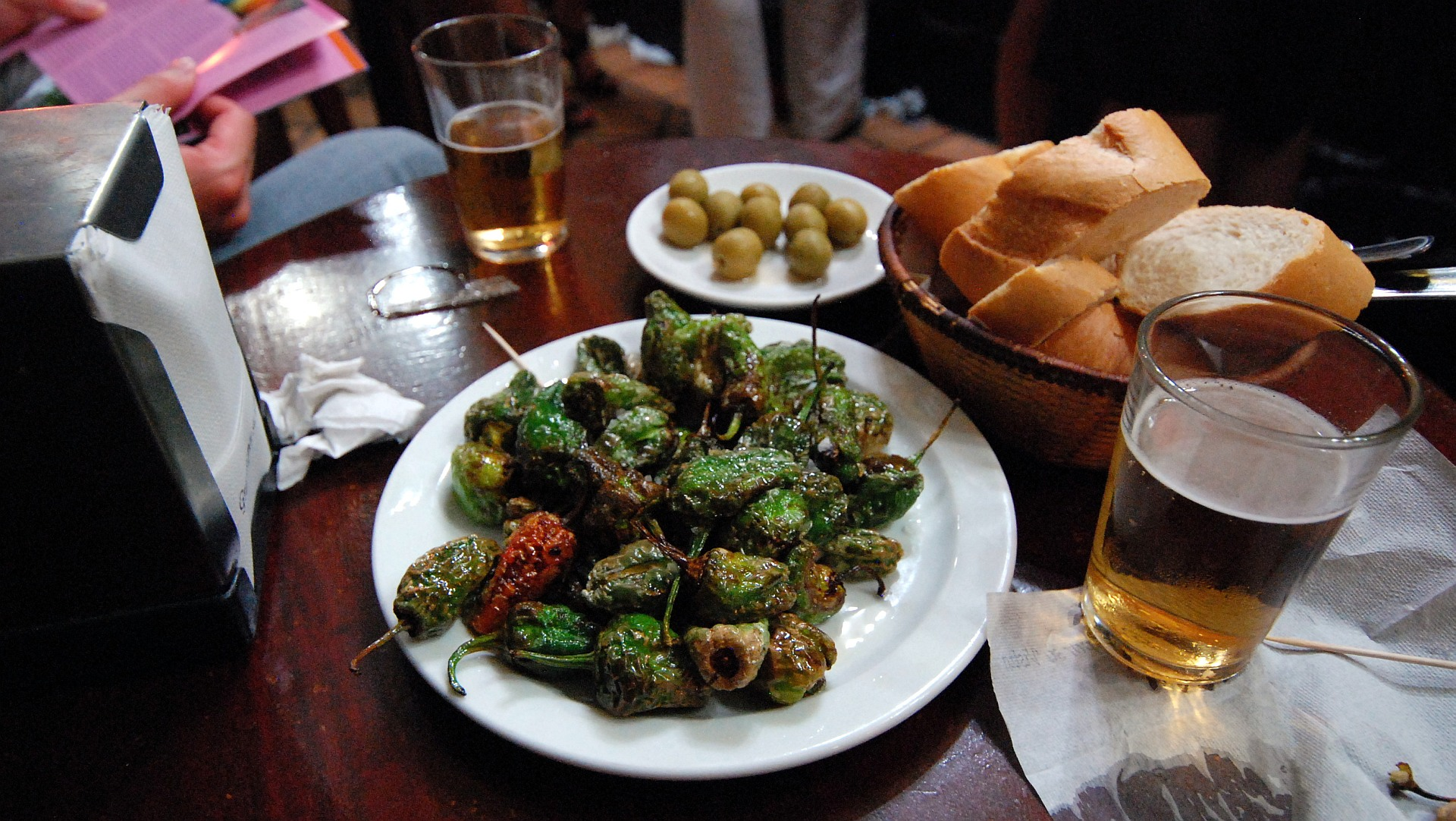
煎小青椒
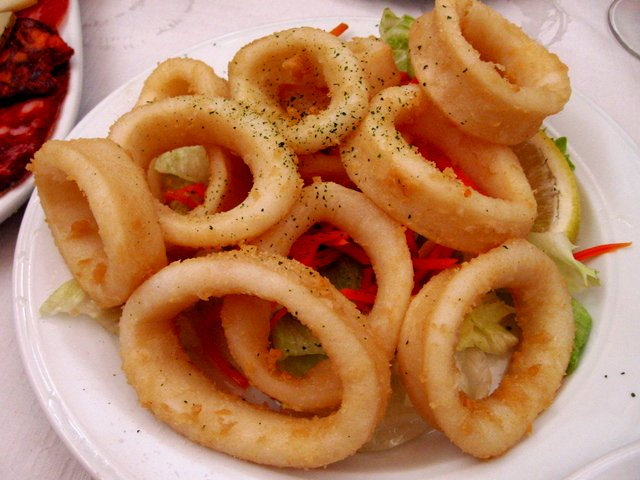
炸鱿鱼圈
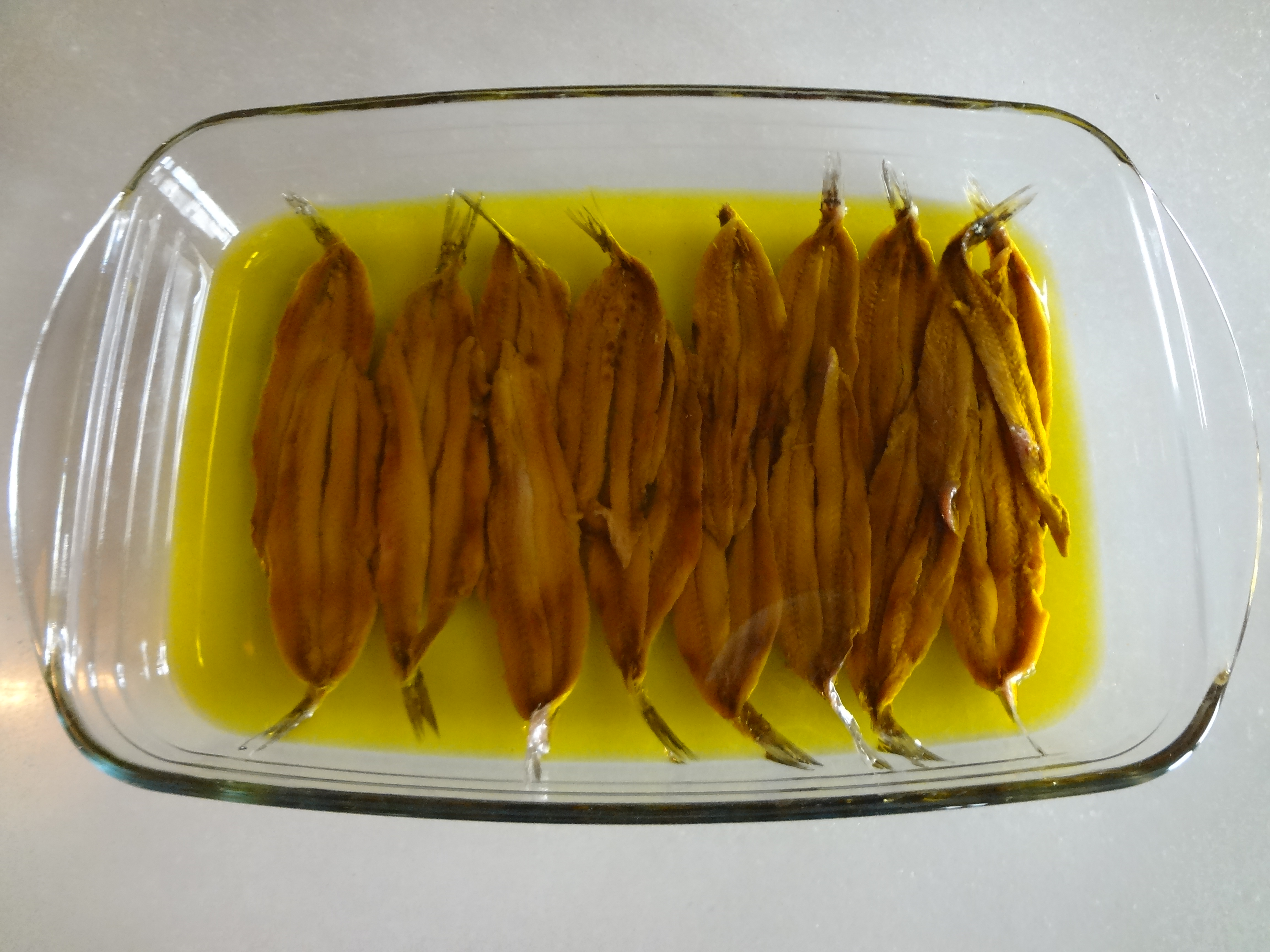
油浸鳀鱼
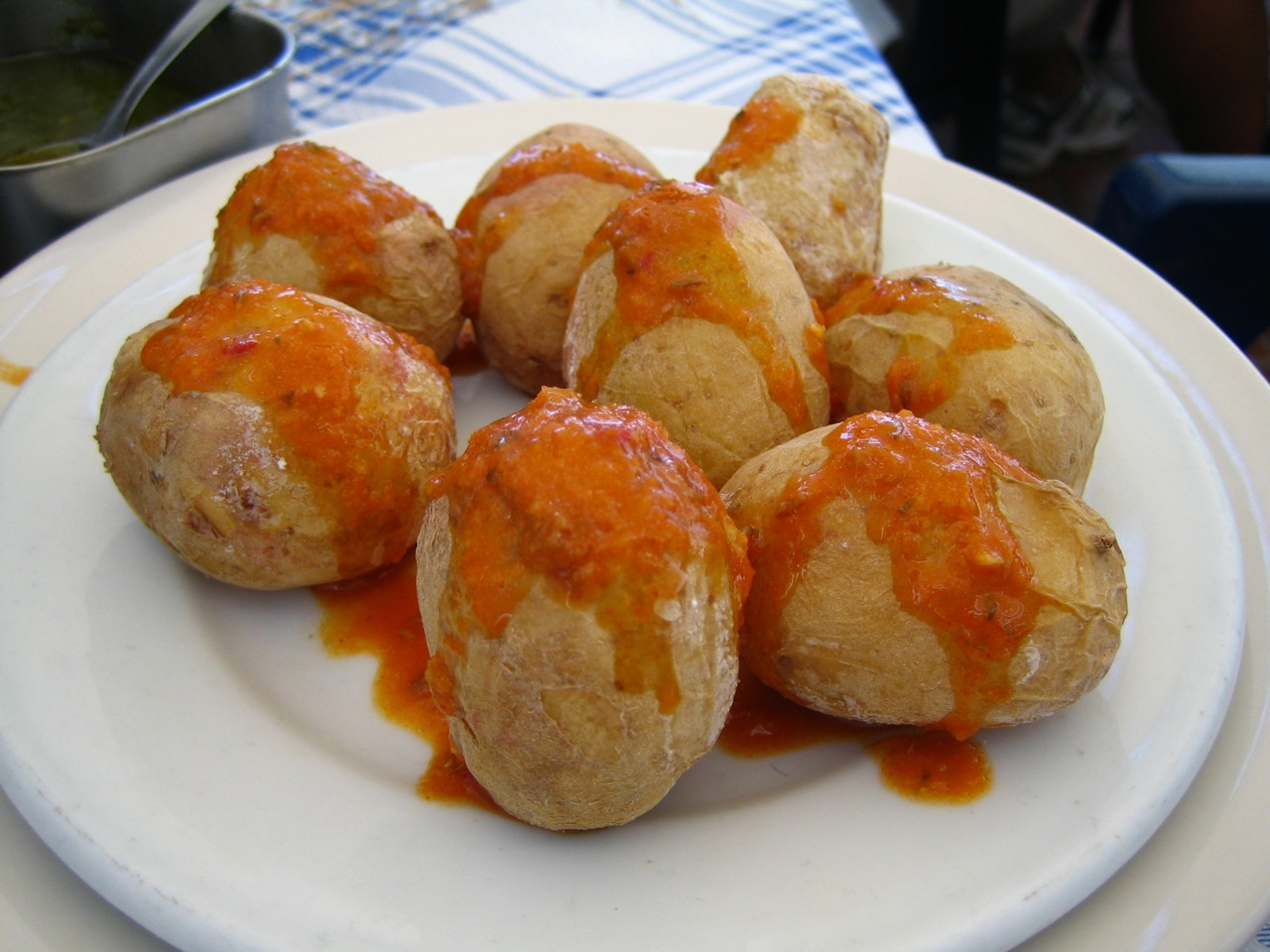
煮小土豆配蒜蓉辣酱
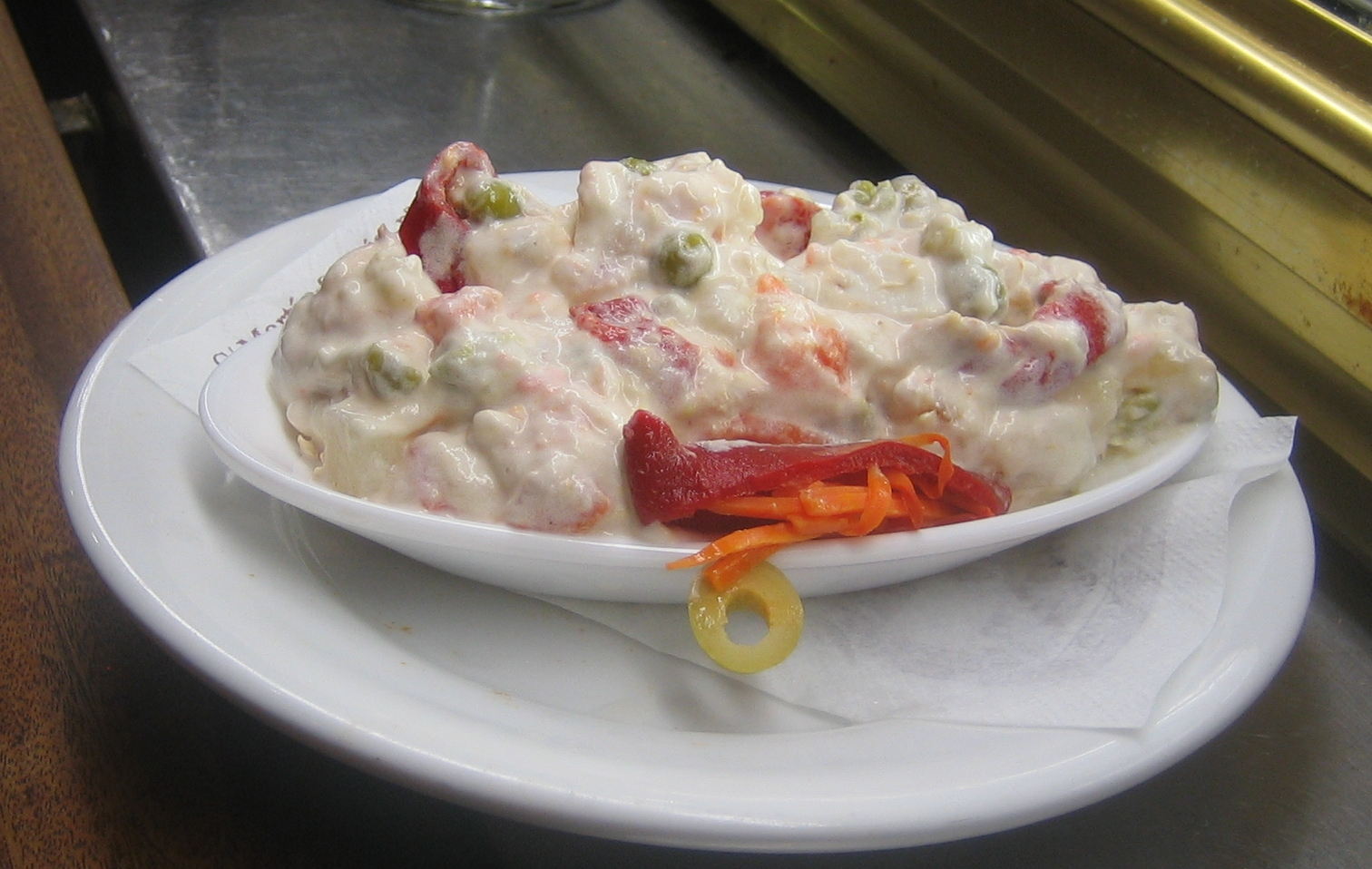
一小份俄国沙拉也可以作为塔帕斯